# Dorfkirche Tempelhof

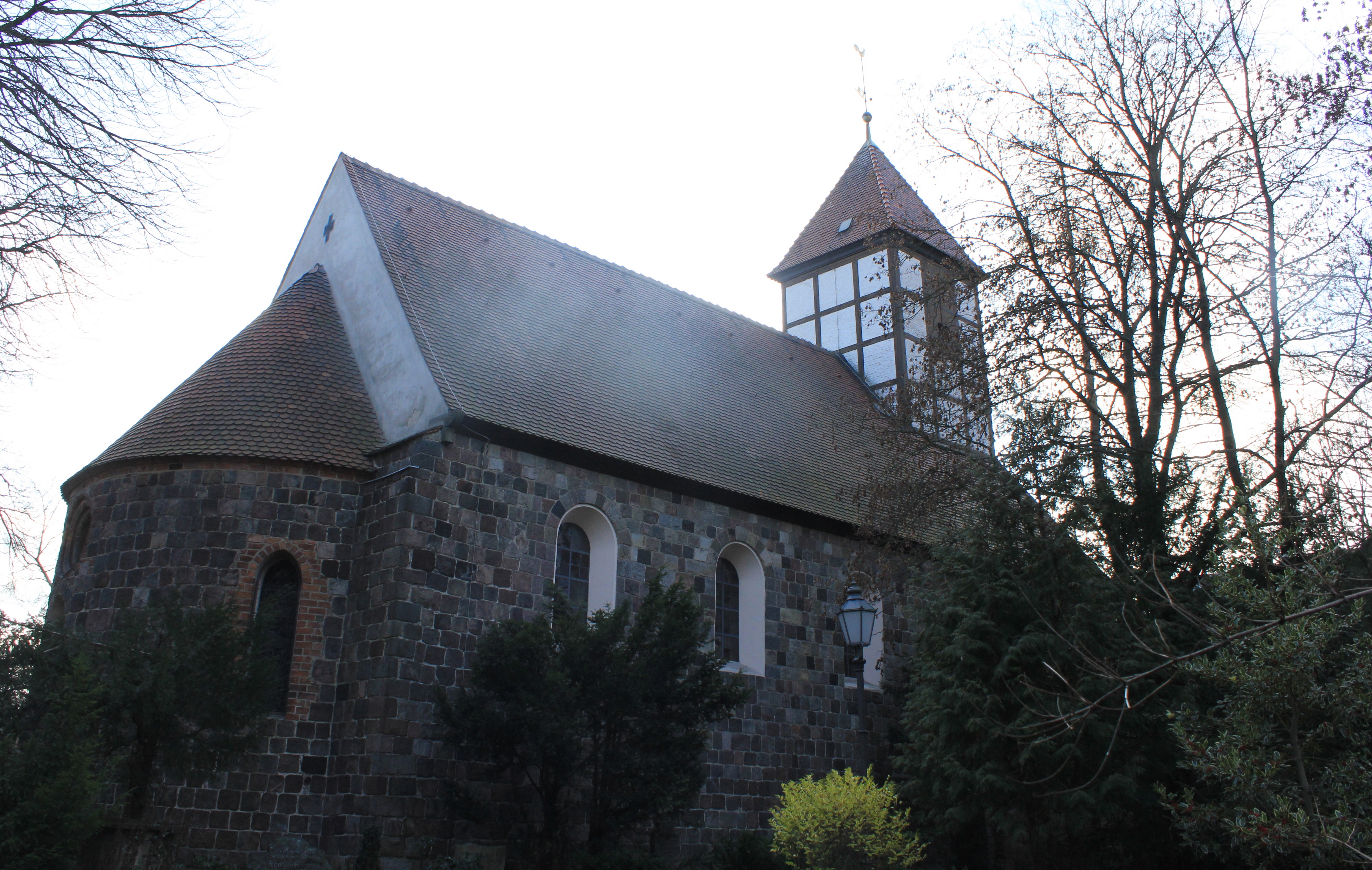
Dorfkirche Tempelhof, 2011

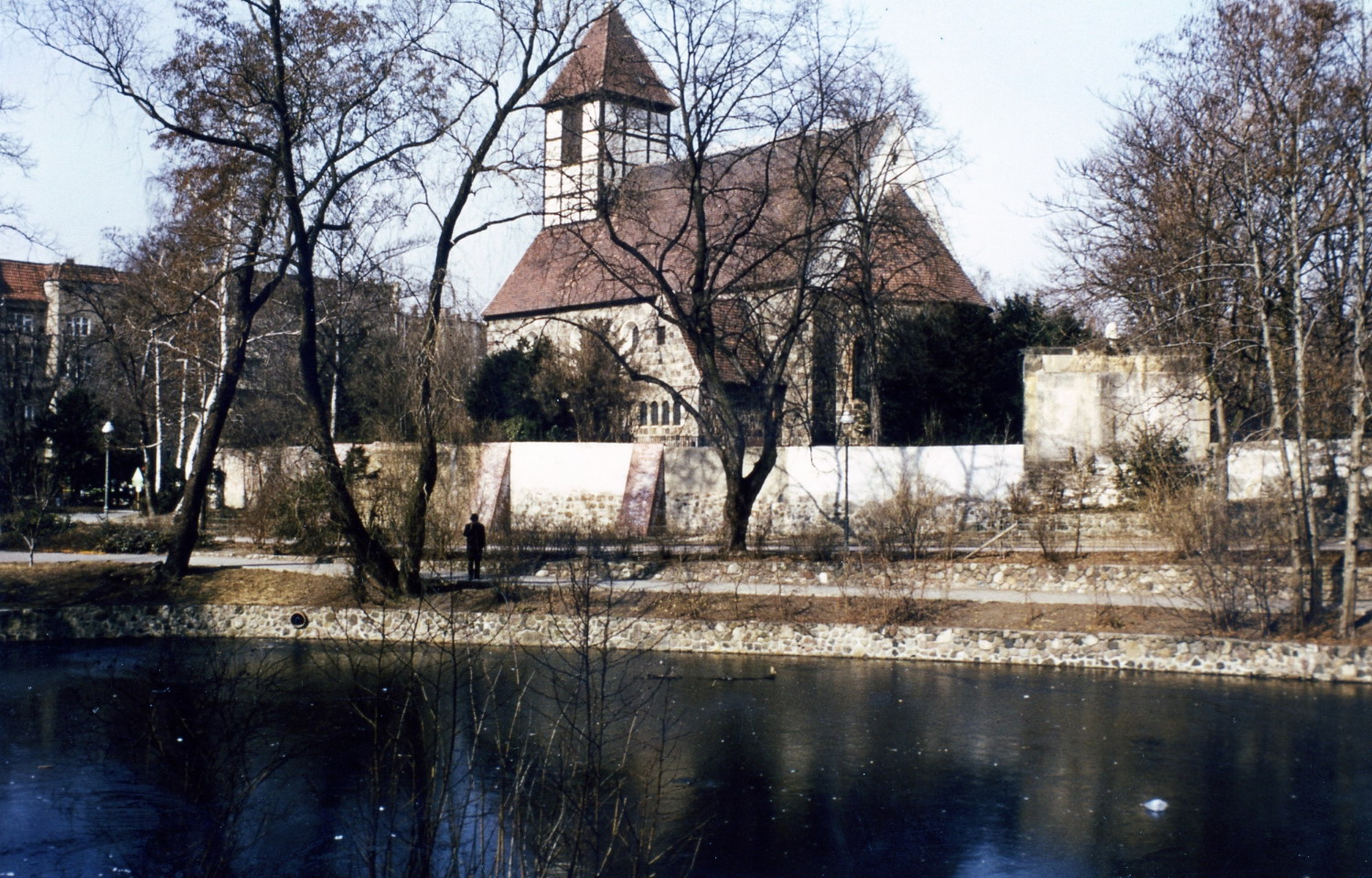
Dorfkirche Tempelhof, 1983

Die Dorfkirche Tempelhof ist die älteste von drei Kirchen der Evangelischen Kirchengemeinde Alt-Tempelhof und Michael. Sie befindet sich im Berliner Ortsteil Tempelhof des Bezirks Tempelhof-Schöneberg am Reinhardtplatz südlich der Straße Alt-Tempelhof, also in Randlage zur mittelalterlichen Dorfgründung Tempelhof. Der heutige Bau, nach Kriegszerstörungen mit veränderter Turmform renoviert, entstand im zweiten Drittel des 13. Jahrhunderts. Sein archäologisch gesicherter Vorgängerbau entstand um 1200 und zählt damit zu den ältesten fassbaren Steinbauten der Mittelmark.
Die Dorfkirche Tempelhof ist mit 235 m² die größte aller Dorfkirchen in Berlin. Sie war gleichzeitig und vermutlich sogar vorrangig die Komtureikirche eines Komturhofs der Tempelritter, der Komturei Tempelhof, entstanden um 1200 im Rahmen der deutschen Ostsiedlung.

## Entstehungsgeschichte

Kreuz des Templerordens

Lage der Dorfkirche im ehemaligen Komturhof, 1878

Tempelhof um 1834 (gesüdet)

Die heutige Kirche lag von Anfang an abseits des Dorfkerns, in markanter Höhenlage innerhalb eines ummauerten Kirchhofs zwischen ursprünglich vier Seen. Nur noch zwei dieser Seen (Klarensee und Wilhelmsteich) sind heute im Alten Park und im Lehnepark vorhanden; der unter dem heutigen Reinhardtplatz gelegene Teich wurde um 1900 zugunsten einer Marktfläche zu- und aufgeschüttet. Es ist unklar, ob zunächst der Komturhof oder das Dorf oder beide gleichzeitig entstanden.
Nach Bombenangriffen 1943 und 1944 waren von der Dorfkirche nur die Umfassungsmauern übrig geblieben. Beim Wiederaufbau wurde das Innere 1952 archäologisch untersucht. Dabei konnten zur Baugeschichte, für die keine mittelalterlichen Schriftquellen überliefert sind, folgende Feststellungen getroffen werden:
- Die Kirche hatte einen Vorgängerbau, der bei sonst gleichem Grundriss über einen schiffsbreiten Westquerturm verfügte. Er wurde vom Ausgräber unter Vorbehalt auf die Zeit „um oder gar vor 1200“ datiert.
- Dort wurde ein Grab gefunden, was eine Weihe der Kirche voraussetzt; sie war also vermutlich vollendet. Die Kirche wurde möglicherweise durch einen (ersten) Brand zerstört, von dem sich aber nur schwache Spuren zeigten.
- Die (vermutlich brandzerstörte) Kirche war vollständig abgeräumt worden, einschließlich der Fundamente – ein ungewöhnlicher Vorgang, dessen Gründe nicht bekannt sind.
- Vermutlich um 1230 wurde auf demselben Grundriss mit nur ganz geringer Kantenänderung eine neue Kirche mit demselben Raumvolumen errichtet, allerdings ohne die Untergliederung in Saal und Turmbereich.
- Jene Kirche ging mit Sicherheit durch Brand zugrunde, möglicherweise während des Teltow-Krieges von 1239 bis 1245. Sie war schon nahezu vollständig eingedeckt und innen verputzt; allerdings fehlte noch der Altarblock. Ihre Wiederherrichtung wird in die Zeit um 1250 datiert.

Durch die Umwandlung der ursprünglichen Turmfläche in eine Verlängerung des Saals hat das Kirchenschiff mit 235 m² den größten Umfang aller Dorfkirchen in Berlin (Länge mit Apsis 27,2 Meter, Breite 12,1 Meter). Diese Sonderstellung dürfte sich auch durch die besondere Rolle als Komtureikirche erklären. Der Wiederaufbau fand nach dem Urteil des Ausgräbers „erst nach der Mitte des 13. Jahrhunderts“ statt.
Alle seine drei Datierungen beruhen nicht auf naturwissenschaftlichen Methoden, sondern lediglich auf Rückschlüssen aus der Siedlungsgeschichte, die aber ihrerseits auch nur in Grundzügen bekannt ist, sodass sie sich auf kunstgeschichtliche Datierungen stützt (Zirkelschluss).

## Kirchliche Verfassung

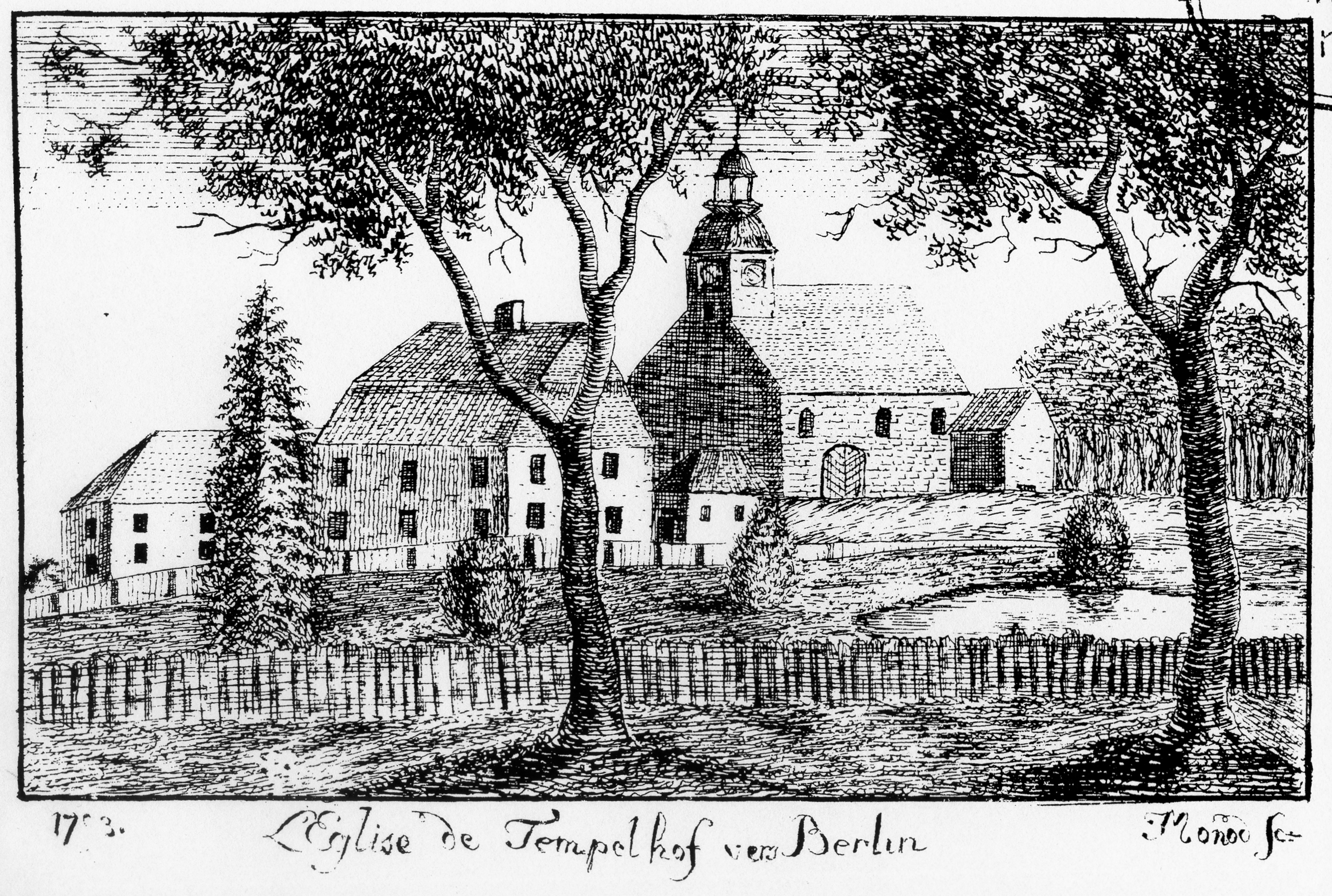
Gutsschloss und Dorfkirche Tempelhof, 1793

Amtsgebäude und Dorfkirche Tempelhof, um 1890

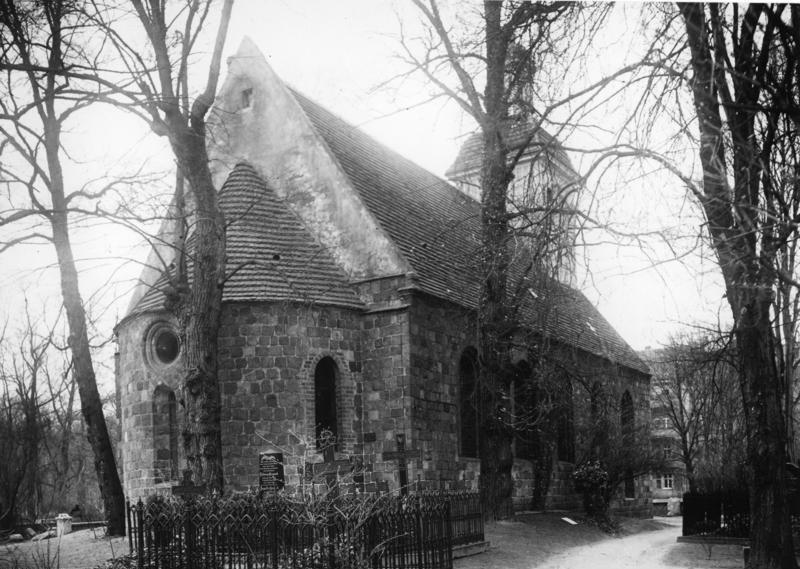
Die baulich überformte Apsis der Dorfkirche Tempelhof, um 1930

Tempelhof gehörte im Spätmittelalter zur Sedes Spandau (um 1500, 1527), aktuell zum Kirchenkreis Tempelhof. Es war ursprünglich selbstständige Pfarre mit Tochterkirchen in Rixdorf sowie 1541 in Mariendorf. Von 1693 bis 1893 gehörte Tempelhof als Mater Vagans zu Britz; seither ist es wieder selbstständige Kirchengemeinde. Tempelhof war mit nur einer Kirchenhufe ausgestattet (1450, 1480, 1541). Das Patronat besaß der Templer-, seit 1318 der Johanniterorden. 1546 kam es an die Städte Berlin-Kölln, die Tempelhof bereits 1435 von den Johannitern erworben hatten, und ab 1590 an Cölln allein. Seit 1601 hatten es die jeweiligen Gutsbesitzer: zunächst Kurfürst Joachim Friedrich bis zu seinem Tode 1608, ab 1716/1717 der Wirklich Geheime Kabinettsrat und Kriegssekretarius Levin von Scharden, seit 1749 der Geheime Finanzrat Carl Franz von Reinhardt (nach dem der Platz vor der Kirche benannt ist), seit 1776 Major von Schau, von 1796 bis 1804 Graf von Podewils, vor 1816 bis 1863 Fürst Otto Hermann von Schönburg und Erben, von 1863 bis 1871 der Bankier Friedrich Carl Heinrich Ferdinand Jacques. Sichere Nachweise für das wiederholt angenommene Katharinenpatrozinium gibt es nicht.

## Baubeschreibung
Das Gebäude ist ein Rechtecksaal mit Apsis von annähernd gleicher Traufhöhe. Der Grundrisstyp des Apsissaals ist in der Mittelmark eher selten (auf dem Barnim z. B. nur drei von 116 mittelalterlichen Dorfkirchen, darunter Berlin-Kaulsdorf). Da der etwa grundrissgleiche Vorgängerbau über einen schiffsbreiten, querrechteckigen Westturm verfügte, der beim Nachfolger entfiel, verfügt dieser über einen Saal von überdurchschnittlicher Größe. Das Alter des mehrfach veränderten Dachturms ist unbekannt. Das Feldsteinmauerwerk ist von außergewöhnlich sorgfältiger Quaderung, was aber heute teilweise auf eine technisch allzu perfekte Rekonstruktion der bis auf die Umfassungsmauern kriegszerstörten Kirche von 1954 bis 1956 zurückzuführen ist. Sämtliche „spätromanischen“ Rundbogenfenster sind überformt; nur noch das schmale Apsisfenster ist ursprünglich. Die Portale des Nachfolgerbaus waren von Anfang an spitzbogig. Bis 1848 waren Spitzbogenfenster erhalten, die auf einen spätgotischen Umbau zurückzuführen waren.
Im Jahr 1751 (Ersatz eines älteren Turms) und 1806 kam es zu Turmreparaturen an der 1760 während des Siebenjährigen Krieges geplünderten Kirche. Von 1847 bis 1848 gab es einen umfangreicheren Umbau sowohl innen als auch außen, bei dem ein südlicher Anbau entfernt wurde (1954–1956 ersetzt durch die heutige Sakristei). Nach zwei Bombenschäden 1943 und 1944 standen nur noch die Grundmauern, sodass das heutige Kircheninnere recht schlicht ist und die Ausstattung überwiegend aus Leihgaben besteht.

## Innenausstattung
Kurfürst Joachim II. führte 1539 die Reformation in Brandenburg ein. Damit wurde die Dorfkirche Tempelhof wie alle anderen Kirchen in Brandenburg eine protestantische Kirche. Dies betraf aber nur die Form des Gottesdienstes (Liturgie), nicht die äußere bauliche Gestalt. Aus dieser Zeit ist noch die 1596 gefertigte wertvolle Kopie des Katharinenaltars (1504) von Lucas Cranach erhalten (Original in Dresden). Sie war ein Geschenk der Kurfürstin Katharina, der Gemahlin des brandenburgischen Kurfürsten Joachim Friedrich, der im Jahre 1601 das Gut Tempelhof mit der Kirche übernommen hatte, allerdings schon 1608 starb. König Friedrich Wilhelm III. verfügte 1836 seine Restaurierung. Der massive romanische Taufstein befindet sich seit 1877 im Märkischen Museum (heute in der zur Stiftung Stadtmuseum Berlin gehörenden Nikolaikirche). Die fünf Holztafeln mit Motiven aus dem Alten Testament an der Nordwand der Kirche entstammen der Heiliggeistkapelle in Alt-Berlin, die 1906 in einen Hörsaal der Handelshochschule umgewandelt wurde. Bemerkenswert sind noch ein Altarkreuz aus dem 16. und eine Taufschale aus dem 17. Jahrhundert. Die Chorfenster wurden anlässlich des Wiederaufbaus 1956 von Paul Ohnsorge gestaltet.
Die Orgel des Orgelbauers Karl Schuke aus dem Jahr 1953 verfügt über 18 Register auf zwei Manualen und Pedal.

## Heutiges Erscheinungsbild

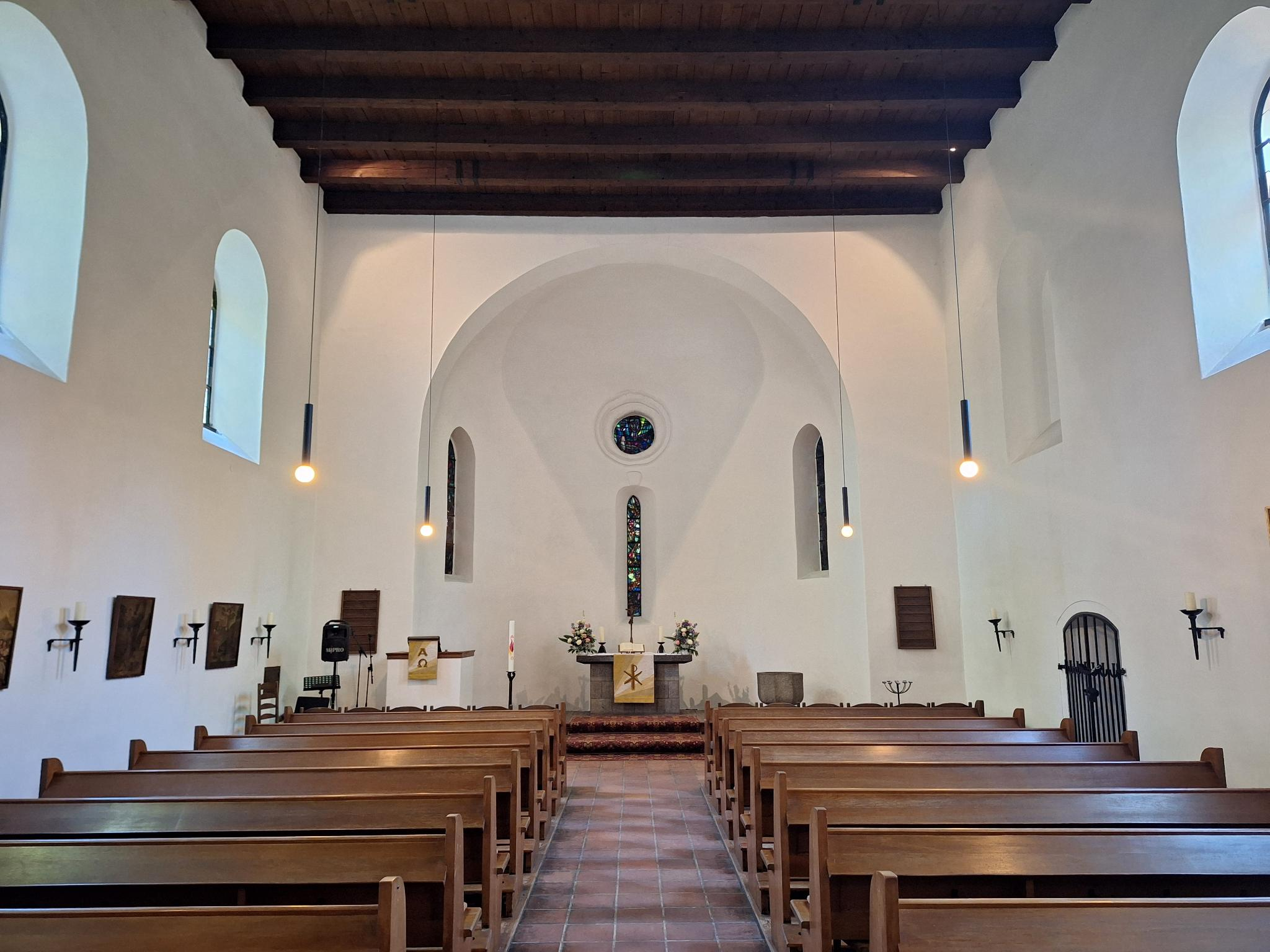
Innenraum der Dorfkirche, 2025

Ein Paradebeispiel für die zeitlichen Veränderungen unterliegenden Vorstellungen des Denkmalschutzes und der Denkmalpflege ist die Rekonstruktion des Dachturms (1951):

„Bei dem Aufbau des Dachreiters, des Turmes, geht der Standpunkt der modernen Denkmalpflege dahin, daß man eine naturgetreue Kopie des gewesenen Zustandes auf Grund alter Pläne, Photos oder Rekonstruktionen nicht für wünschenswert hält. Der Unterbau war romanisch, die Portaleinwölbung gotisch, die Turmeindeckung barock und der Kuppelaufsatz klassizistisch in etwas primitiven Formen. Diese bauliche Entwicklung hat sich über Jahrhunderte erstreckt und war, ob sie nun unserem heutigen Formengefühl entsprochen hat oder nicht, organisch gewachsen… Jedes Kunstwerk […] ist eine Einmaligkeit, eine Originalität. Und so leid es uns tut und so schmerzlich es oft ist, die Originalität, die Echtheit eines Kunstwerkes ist eben mit ihrer Vernichtung ausgelöscht. Die Ehrfurcht vor den echten Werken muß es uns verbieten, sie durch Plagiate herabzuwürdigen. Als Menschen der Jetztzeit mit klarem, ehrlichen Bauwillen bleibt uns nach der Zerstörung der Dorfkirche und insbesondere des Turmes nur übrig, die alten Verhältnisse und Maße zu übernehmen und diese mit neuen, unserem Zeitgefühl sich annähernden Formen auszufüllen. Damit erweisen wir unserer Zeit und dem alten Bauwerk den besten Dienst […] Der Turm soll vielmehr aus sichtbarem Fachwerk aufgebaut werden […] Auch wirkt ein Fachwerkturm durchaus heimatlich verbunden. In Berlin selbst sind zahlreiche Kirchen früher mit sichtbarem Fachwerk gebaut worden, z. B. die Dorfkirche Pankow, Kaulsdorf usw. […] Der Turm wird einen ländlichen, bäuerlichen Charakter tragen und infolge seiner heute seltenen Form eine Besonderheit, ein Anziehungspunkt, eine Sehenswürdigkeit für Berlin bedeuten. In idealer Weise kann man somit Altes und Neues ohne stilistische Unwahrheiten auf das Glücklichste vereinigen.“

Unter den 35 von Wohler 1834 gezeichneten Dorfkirchen in Berlin findet man nur vier Dorfkirchen mit unverbretterten Fachwerktürmen und elf, bei denen das Fachwerk durch eine Verbretterung abgedeckt ist, darunter auch Tempelhof. Man hat also 1954 im Interesse einer bestimmten Auffassung von Denkmalpflege, wie sie damals von den Entscheidungsträgern verstanden wurde, die historisch überlieferte Form durch eine andere, allerdings seltenere historische Form ersetzt. Der heutige Fachwerkturm trägt ein Pyramidendach. Die denkmalgeschützte Dorfkirche Tempelhof wird noch heute von der evangelischen Kirchengemeinde Alt-Tempelhof genutzt.

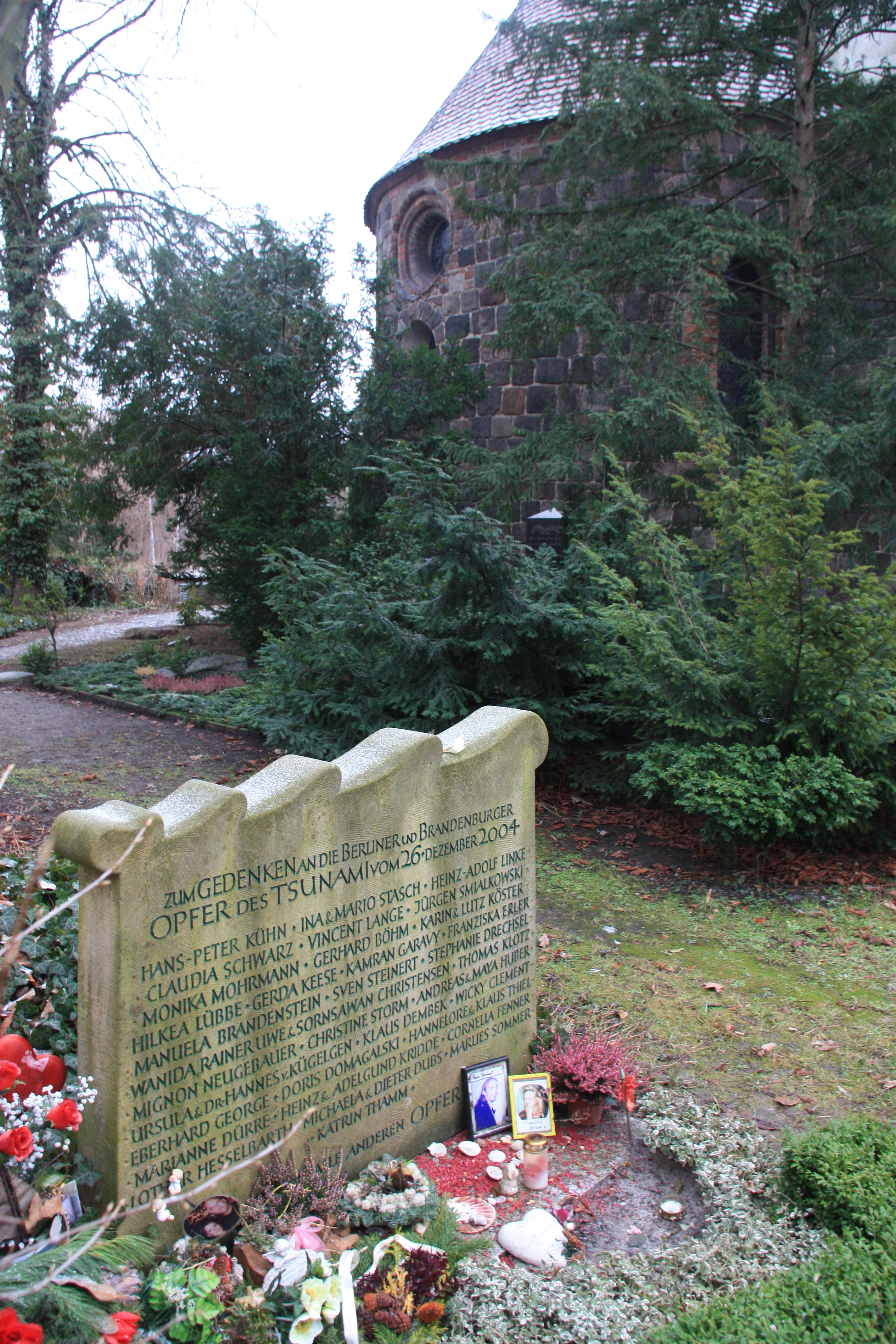
Gedenkstein für die Tsunami-Opfer von 2004 an der Dorfkirche Tempelhof

Auf dem Friedhof werden spätestens seit 1945 nur noch ehemalige Pfarrer beigesetzt. Eine bemerkenswerte Ausnahme bildet der Gedenkstein für die Berliner und Brandenburger Tsunami-Opfer von 2004 nahe der Apsis der Dorfkirche.

## Sonstiges

### Fontane in Tempelhof
In Fontanes Novelle Schach von Wuthenow (1882) wird im vierten Kapitel „In Tempelhof“ eine Landpartie zu einem Tempelhofer Gasthaus und ein Abendspaziergang von dort zur Dorfkirche beschrieben. Angesichts der örtlichen Verhältnisse verwundert die beschriebene Länge des Weges und die Dauer der Gespräche, die nicht recht zu einer Strecke von maximal 400 Metern passen wollen. Fontane beschreibt dann in der Kirche den „eben sinkenden Sonnenball, der hinter den nach Abend gelegenen Fenstern stand und die Wände mit einem rötlichen Schimmer übergoß“. Es ist „eben die sechste Stunde“ im April. Allerdings liegen die Fenster der Kirche – wie in allen Dorfkirchen – auf der südlichen „Mittagsseite“. Auf der Westseite einer Dorfkirche befindet sich nur das Portal oder ein Turm. In einem Brief an Wilhelm Friedrich vom 19. Januar 1883 hat sich Fontane über das teils unverdiente Lob bezüglich seines „besonderen Talentes für das Gegenständliche“ geäußert: „In der Tempelhofer Kirche bin ich nie gewesen, und Schloß Wuthenow existiert überhaupt nicht, hat überhaupt nie existiert.“ Dennoch erstaunt, dass der Kenner Fontane um der Beschreibung eines romantischen Sonnenuntergangs willen nicht berücksichtigt hat, dass prinzipiell alle mittelalterlichen Kirchen „orientiert“, also nach Osten gerichtet sind, sodass sie keine „nach Abend gelegenen Fenster“ haben können.

### Der „unterirdische Gang“
Die Sage vom „unterirdischen Gang der Tempelritter“, ausgehend von der Dorfkirche, ist spätestens 1878 fassbar. Carl Brecht schreibt, der Königliche Baumeister K. Marggraff habe berichtet, nach den „spärlichen urkundlichen Nachrichten und den wenigen örtlichen Spuren und Traditionen [!] […] sollen vor Jahrzehnten noch Spuren der Eingangsummauerung [des Komturhofs] vorhanden und von dem im jetzigen Krughause noch vorhandenen Unterbau des Wartthurms aus, der jetzt vermauerte unterirdische Gang zugänglich gewesen sein.“
Der „unterirdische Gang“ ist ein häufiges Stereotyp in den oft problematischen heimatkundlichen Vorstellungen über die Dorfkirchen. Bereits in den 1920er und 1930er Jahren wurde anlässlich des U-Bahn-Baus nach Tempelhof festgestellt, dass auf Höhe des Krughauses dessen Kellergewölbe sowie ein Entwässerungskanal der alten Chaussee nach Mariendorf angeschnitten worden waren, aber eben kein unterirdischer Gang zur Dorfkirche. Anlässlich des Wiederaufbaus der kriegszerstörten Kirche und der vorhergehenden archäologischen Untersuchung bekam die Suche nach diesem Gang wieder neuen Auftrieb, wie eine spezielle Akte im Heimatarchiv Tempelhof ausweist. Der Ausgräber musste dem Tiefbauamtsleiter Tempelhof ausführlich Bericht erstatten; zu seinem Bedauern hatte er keinen Eingang zum unterirdischen Gang im Kirchenbereich gefunden. Eine Vielzahl von Zeitzeugen meldete sich, meist unter Berufung auf andere, inzwischen verstorbene Zeitzeugen.
Es stellte sich heraus, dass es drei Versionen des „unterirdischen Ganges“ gibt: die „klassische“ von der Kirche zum Dorfkrug mit dem ehemaligen Wartturm des Vorwerks (nach Nordosten), eine zweite von der Kirche (nach Südosten) zu einem vergitterten Eingang im Theodor-Francke-Park, der jedoch einen Eiskeller verschloss, und eine dritte von der Kirche in Richtung Schönburgstraße (Westen). In den letzteren Gang seien um 1880 der Lehrer Hoffmann und der Küster eingedrungen, hätten aber wegen der stickigen Luft bald wieder umkehren müssen, nachdem sie eine Länge des Ganges von mehr als zehn Metern hätten wahrnehmen können. Der Lehrer habe hierüber eine Broschüre geschrieben, von der er Pflichtexemplare an die Staatsbibliothek und die Landesgeschichtliche Vereinigung geliefert habe. 1952 fragte das Bezirksamt Tempelhof offiziell deswegen bei den beiden Institutionen an, beide meldeten Fehlanzeige. Ein Kriegsverlust ist ausgeschlossen, weil die Bestandskataloge erhalten geblieben sind, in denen aber kein Tempelhof-Autor Hoffmann verzeichnet ist. Es liegt auf der Hand, dass der Kern des Gerüchts darin besteht, dass der Aufsatz von C. Brecht 1878 in den Schriften des Vereins für die Geschichte der Stadt Berlin veröffentlicht wurde; Brecht beschreibt aber die Variante 1, ohne Bezugnahme auf Lehrer und Küster.